# Olesja Veličko
Olesja Jur'evna Veličko (in russo Олеся Юрьевна Величко?; Taraz, 20 maggio 1981) è una pentatleta russa.

## Palmarès
In carriera ha conseguito i seguenti risultati:
- Mondiali:

Millfield 2001: bronzo nel pentathlon moderno a squadre.
Pesaro 2003: argento nel pentathlon moderno individuale, staffetta a squadre ed a squadre.
Mosca 2004: bronzo nel pentathlon moderno a squadre.
Varsavia 2005: argento nel pentathlon moderno staffetta a squadre.
- Europei

Usti nad Labem 2002: bronzo nel pentathlon moderno staffetta a squadre.
Albena 2004: oro nel pentathlon moderno staffetta a squadre ed a squadre.
Montepulciano 2005: oro nel pentathlon moderno staffetta a squadre.
Budapest 2006: bronzo nel pentathlon moderno staffetta a squadre.